# AVALANCHE
《AVALANCHE》是關西電視台制作的電視劇，於2021年10月18日開始於星期一10點播放。主演是綾野剛。「AVALANCHE」指的是主角身處的一個非法組織。
本作是由本來關西電視台週二晚間九點連續劇移動至關西電視台週一晚間十點連續劇後的第一作。是1996年3月以來終止的「月10」電視劇的復活作品。
台灣OTT平台由friDay影音自2021年10月19日起，每週二獨家播出。

## 演員
AVALANCHE主要成員
- 羽生誠一：綾野剛

本作品的主人公。AVALANCHE的一位成員。前警察廳警備局外事公安，相當有人情味及正義感。
- 山守美智代：木村佳乃[1]

前內閣官房情報調查官。警視廳特別犯罪對策企畫室的室長。
- 西城英輔：福士蒼汰

原警視廳搜查一課刑警，父親為神奈川縣警察總長。因毆打疑似吃案的上司而被降職至特別犯罪對策企畫室。片尾回到搜查一課。
- 明石リナ：高橋瑪莉潤[1]

前自衞隊特殊作戰部隊自衛官。
- 打本鐵治：田中要次[1]

暱稱為『打叔』，任職警察期間累積相當多人脈。劇情後半因炸彈爆炸而死。
- 牧原大志：千葉雄大

業餘駭客，平時以投資股票為業。

## 外部連結
- 官方网站
  - AVALANCHE的X（前Twitter）
  - AVALANCHE的Instagram帳戶
  - YouTube上的AVALANCHE頻道

| 日本 富士電視網 週一晚間十點連續劇 | 日本 富士電視網 週一晚間十點連續劇     | 日本 富士電視網 週一晚間十點連續劇 |
| ---------------------------------- | -------------------------------------- | ---------------------------------- |
|                                    | AVALANCHE （2021年10月18日－12月20日） |                                    |
| —                                  | Dr. White （2022年1月17日－3月21日）   |                                    |